# Dierks, Arkansas
Dierks, Arkansas (енгл. Dierks) град је у америчкој савезној држави Арканзас.

## Демографија
По попису из 2010. године број становника је 1.133, што је 97 (-7,9%) становника мање него 2000. године.
| Група             | 2000.         | 2010.         |
| Белци             | 1.174 (95,4%) | 1.052 (92,9%) |
| Афроамериканци    | 7 (0,6%)      | 4 (0,4%)      |
| Азијати           | 1 (0,1%)      | 0 (0,0%)      |
| Хиспаноамериканци | 24 (2,0%)     | 48 (4,2%)     |
| Укупно            | 1.230         | 1.133         |